# Strassen, Tyrolen
Strassen är en ort och kommun i distriktet Lienz i förbundslandet Tyrolen i Österrike.